# فینال جام ملت‌های آسیا ۲۰۰۰
فینال جام ملت‌های آسیا ۲۰۰۰، یک مسابقه فوتبال بود که قهرمان جام ملت‌های آسیا ۲۰۰۰ را مشخص میکرد.
ژاپن تنها یکبار به فینال این رقابت راه یافته بود، جام ملت‌های آسیا ۱۹۹۲. در حالی که عربستان سعودی پنجمین بازی فینال خود را تجربه میکرد. فینال سال ۲۰۰۰ تکرار فینال ۱۹۹۲ بود که در آن ژاپن ۱–۰ عربستان را شکست داد. این نتیجه در فینال سال ۲۰۰۰ هم تکرار شد: پس از اینکه حمزه ادریس از عربستان سعودی یک پنالتی را از دست داد، ژاپن در نیمه اول توسط شیگیوشی موچیزوکی گل رسید. سیوهای متعدد یوشیکاتسو کاواگوچی، عربستان را از گلزنی محروم کرد، جایزه بهترین بازیکن مسابقه نیز به سنگربان ژاپن رسید.

## میزبان
ورزشگاه کمیل شمعون واقع در بیروت ، لبنان، میزبانفینال جام ملت‌های آسیا در سال ۲۰۰۰ بود.  این ورزشگاه ۴۹۵۰۰ نفری در سال ۱۹۵۷ ساخته شد و عمدتاً توسط تیم ملی فوتبال لبنان استفاده می شود.  بازی افتتاحیه و فینال در این ورزشگاه برگزار شد. 

## مسابقه
| ژاپن                 | ۱–۰   | عربستان سعودی |
| -------------------- | ----- | ------------- |
| شیگیوشی موچیزوکی ۳۰' | گزارش |               |

| ژاپن | عربستان سعودی |

| GK           | ۱  | یوشیکاتسو کاواگوچی |     |     |     |
| CB           | ۳  | ناوکی ماتسودا      |     |     |     |
| CB           | ۴  | ریوزو موریوکا (ک)  | '۵۴ |     |     |
| CB           | ۶  | توشیهیرو هاتتوری   |     |     |     |
| RM           | ۸  | شیگیوشی موچیزوکی   | '۱۰ |     |     |
| CM           | ۲۴ | توموکازو میوجین    |     |     |     |
| CM           | ۱۰ | هیروشی نانامی      |     |     |     |
| LM           | ۱۲ | هیرواکی موریشیما   |     | '۸۹ |     |
| AM           | ۱۴ | شونسوکی ناکامورا   |     |     |     |
| CF           | ۲۹ | نائوهیرو تاکاهارا  | '۷۶ | '۸۰ |     |
| CF           | ۹  | آکینوری نیشیزاوا   |     |     |     |
| تغیرات:      |    |                    |     |     |     |
| FW           | ۱۳ | آتسوشی یاناگیساوا  |     | '۸۰ | '۸۸ |
| MF           | ۱۵ | دایسوکهوکو         | '۹۰ |     | '۸۸ |
| MF           | ۳۰ | شینجی اونو         |     | '۸۹ |     |
| سرمربی:      |    |                    |     |     |     |
| فیلیپ تروسیه |    |                    |     |     |     |

| GK           | ۱  | محمد الدعیع    |     |     |
| CB           | ۳  | محمد الخلیوی   |     |     |
| CB           | ۱۲ | احمد الدوخی    | '۲۹ |     |
| CB           | ۱۳ | صالح الصقری    |     |     |
| RWB          | ۱۶ | فوزی الشهری    |     | '۷۲ |
| LWB          | ۲۳ | احمد خلیل (ک)  |     |     |
| RM           | ۱۹ | حمزه ادریس     |     | '۴۶ |
| CM           | ۱۷ | عبدالله الواکد |     |     |
| LM           | ۲۹ | طلال المشعل    |     |     |
| AM           | ۱۸ | نواف التمیاط   |     |     |
| CF           | ۹  | سامی الجابر    |     |     |
| تغیرات:      |    |                |     |     |
| MF           | ۲۰ | محمد الشلهوب   |     | '۴۶ |
| MF           | ۱۴ | مرزوق العتیبی  |     | '۷۲ |
| سرمربی:      |    |                |     |     |
| میلان ماچالا |    |                |     |     |